# Catapsephis flavizonalis
Catapsephis flavizonalis là một loài bướm đêm trong họ Crambidae.